# Francisco I. Madero, Lafragua
Francisco I. Madero är en ort i Mexiko.   Den ligger i kommunen Lafragua och delstaten Puebla, i den sydöstra delen av landet, 190 km öster om huvudstaden Mexico City. Francisco I. Madero ligger 2 575 meter över havet och antalet invånare är 759.
Terrängen runt Francisco I. Madero är varierad. Runt Francisco I. Madero är det ganska tätbefolkat, med 60 invånare per kvadratkilometer. Närmaste större samhälle är Guadalupe Victoria, 4,8 km norr om Francisco I. Madero. I omgivningarna runt Francisco I. Madero växer huvudsakligen savannskog.